# Labializare
Labializarea este o articulare secundară caracteristică unor limbi. Sunetele buzelor înconjoară buzele, în timp ce restul cavității bucale produce un alt sunet. Termenul este în mod normal limitat la consoane. Când pronunția unei vocale implică buzele, aceasta se numește rotunjită.
Cele mai comune consoane labializate sunt cele labializate velar: /w/, /kʷ/ și /gʷ/. Majoritatea celorlalte consoane suferă velarizare simultan cu labializarea, iar procesul poate fi denumit mai precis „labiovelarizare”.
Labializarea se poate referi și la un tip de asimilare, adică o consoană se pronunță cu buzele sub influența sunetelor învecinate.